# 祝义才
祝义才（1967年—），安徽桐城人，中华人民共和国企业家，雨润集团董事长。
1989年，毕业于合肥工业大学，后从安徽省交通厅下属海运公司下海经商。1992年底，于南京市创立雨润集团。1996年，雨润收购国有企业南京罐头厂，成为江苏省首个收购国企的民营企业家。2001年，祝义才介入房地产行业，并首次入选《福布斯》杂志中国百富排行榜，列第53位。2003年，当选为第十届全国人大代表。2004年，祝义才以2.3亿美元的身价位列“2004福布斯大陆富豪榜”第41位，居江苏富豪之首。2008年，当选为第十一届全国人大代表，为南京市唯一一位当选为全国人大代表的民营企业家。
2015年3月23日，检察机关对祝义才执行指定居所监视居住的强制措施。